# Vassirivier
De Vassirivier (Zweeds: Vassijåkka of Vássejohka) is een rivier die stroomt in de Zweedse  gemeente Kiruna. De Vassirivier verzorgt onder meer de afwatering van de meren Vassimeer en Geaksemeer. De rivier stroomt naar het zuiden en levert haar water af aan de Birtimesrivier. Ze is ongeveer 12 kilometer lang.
Afwatering: Vassirivier → Birtimesrivier → (Vittangimeer) → Vittangirivier → Torne → Botnische Golf